# 白山湖 (亞利桑那州)
白山湖（英語：White Mountain Lake）是位於美國亞利桑那州納瓦霍縣的一個人口普查指定地區。根據2010年美國人口普查，該地人口為2205人，而該地的面積約為63.06平方千米。

## 地理
白山湖的座標為34°21′19″N 109°59′45″W / 34.35528°N 109.99583°W，而該地最高點為海拔高度1843米（即6047英尺）。